# Торегельды
Тореге́льды (до 27 января 1996 года — Гослесопитомник, каз. Төрегелді) — село в Байзакском районе Жамбылской области Казахстана, входит в состав Жанатурмысского сельского округа.

## География
Аул расположен в южной части Байзакского района, в 2 километрах к югу от административного центра сельского округа села Кокбастау, в 10 километрах к востоку от районного центра села Сарыкемер, и примерно в 20 километрах к северо-востоку от областного центра города Тараз. Ближайшая железнодорожная станция Ушбулак — расположена в 9 километрах к юго-западу от села (по дороге — 13,2 км). Соседние населённые пункты: Жибек Жолы в южных границах села, Кокбастау в 2 километрах к северу. Транспортное сообщение осуществляется просёлочными дорогами, с выходами на автодороги KH-6 и A2. 

## Население
| Численность населения | Численность населения | Численность населения |
| 1989                  | 1999                  | 2009                  |
| --------------------- | --------------------- | --------------------- |
| 70                    | ↗184                  | ↘94                   |